# Until It's Gone
«Until It's Gone» — (в пер. з англ. «Доки Не Втратив») пісня, яку записала американська рок-група Linkin Park для шостого студійного альбому Linkin Park The Hunting Party і яка вийшла як сингл 6 травня 2014. «Until It's Gone» став 28 комерційним синглом в дискографії Linkin Park

## Про сингл
У превью до альбому The Hunting Party в журналі Rolling Stone у пісні «Until It's Gone» були похвалені похмурість композиції і синтезаторні програші, які були головною особливістю звучання дебютного альбому Linkin Park Hybrid Theory . В іншому попередньому огляді, підготовленому Loudwire, був вискоко оцінений вокал Честера Беннінгтона .
Трек був використаний в одному з трейлерів гри Transformers: Rise of the Dark Spark .
Прем'єра ліричного відео відбулася 5 травня 2014 на офіційному каналі групи відеохостингу YouTube .
Кліп, який зняв Остін Сая в Лос-Анджелесі , є відеорядом, в якому показано дівчину і місто. Упродовж всього відео слова пісні «Until It's Gone» проявляються на різних предметах або просто на екрані.

## Список композицій
| Версія для завантаження | Версія для завантаження | Версія для завантаження | Версія для завантаження  | Версія для завантаження |
| #                       | Назва                   | Автор                   | Продюсер(и)              | Тривалість              |
| ----------------------- | ----------------------- | ----------------------- | ------------------------ | ----------------------- |
| 1.                      | «Until It's Gone»       | Linkin Park             | Бред Делсон, Майк Шинода | 3:41                    |

| Промо-CD | Промо-CD                             | Промо-CD                     | Промо-CD                 | Промо-CD   |
| #        | Назва                                | Автор                        | Продюсер(и)              | Тривалість |
| -------- | ------------------------------------ | ---------------------------- | ------------------------ | ---------- |
| 1.       | «Until It's Gone» (при участі Rakim) | Linkin Park                  | Бред Делсон, Майк Шинода | 3:41       |
| 2.       | «Guilty All the Same»                | Linkin Park, William Griffin | Бред Делсон, Майк Шинода | 5:55       |

## Музиканти
- Честер Беннінґтон — вокал
- Майк Шинода — ритм-гітара, клавішні
- Бред Делсон — соло-гітара
- Девід Майкл Фаррел — бас-гітара
- Джо Хан — семплінг, програмінг
- Роберт Бурдон — ударні
- Ітан Мейтс — Звукорежисер

## Позиції в чартах
SNEP
| Чарт (2014)   | Найвища позиція |
| ------------- | --------------- |
| UK Rock Chart | 1               |

## Історія релізу
| Територія | Дата           | Формат(и)           | Лейбл(и)                |
| --------- | -------------- | ------------------- | ----------------------- |
| Світ      | 6 травня 2014  | Цифрова дистрибуція | Machine Shop Recordings |
| Австралія | 6 травня 2014  | Цифрова дистрибуція | Warner Bros. Records    |
| Німеччина | 30 травня 2014 | CD                  | Warner Bros. Records    |